# San-Nicolao
San-Nicolao (kors. Santu Niculaiu di Moriani) – miejscowość i gmina we Francji, w regionie Korsyka, w departamencie Górna Korsyka.
Według danych na rok 1990 gminę zamieszkiwało 1061 osób, a gęstość zaludnienia wynosiła 137 osób/km².